# Diffuse interstellare Banden

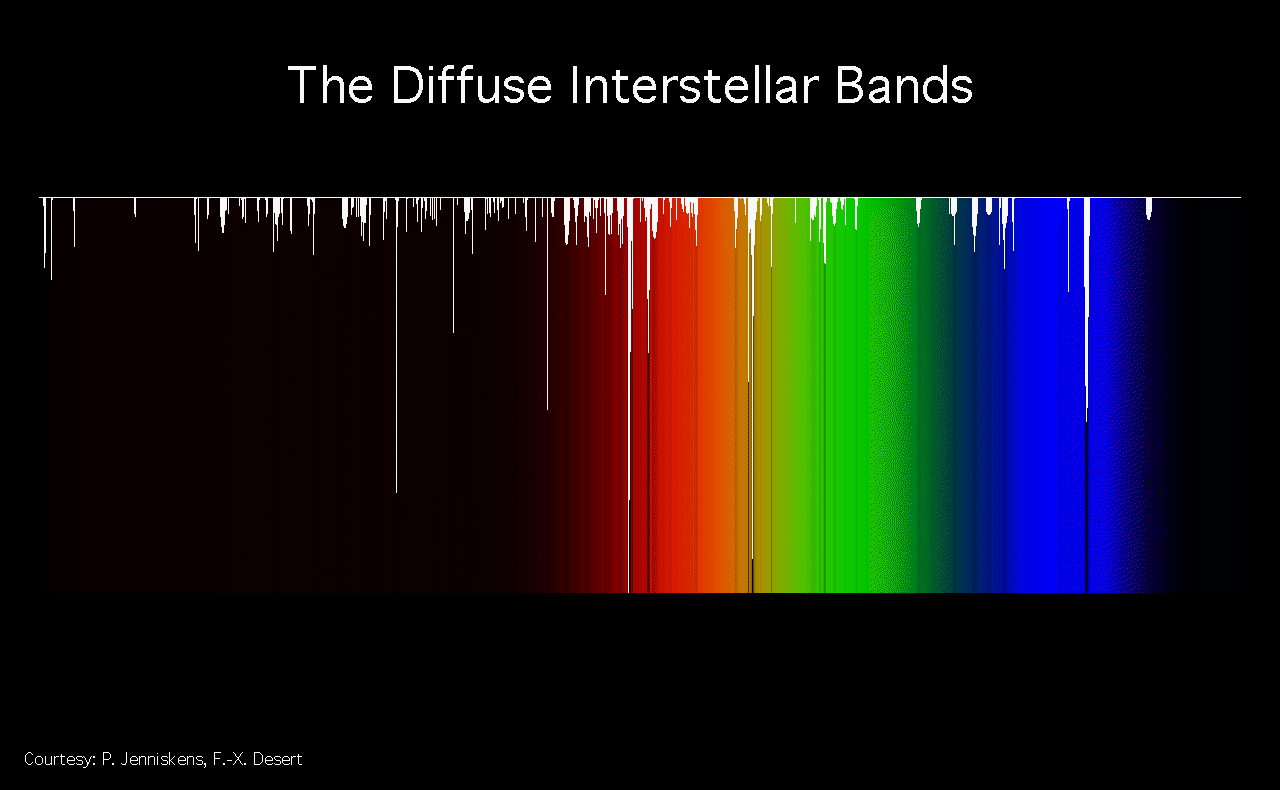
Relative Stärke diffuser interstellarer Banden

Diffuse interstellare Banden (englisch Diffuse Interstellar Bands; DIB) sind Absorptionsbanden in den Elektromagnetischen Spektren astronomischer Objekte. Diese Banden werden ursächlich der Interstellaren Materie zugeordnet.
Diffuse interstellare Banden werden im nahen Infrarot, im Bereich der Ultraviolettstrahlung und im Visuellen nachgewiesen. Das bekannteste Band liegt bei 4430 Ångström mit einer Breite (FWHM) von wenigen Dutzend Ångström, einer Tiefe von 15 Prozent gegenüber dem Kontinuum und einer Äquivalentbreite von 3 Å. Weitere starke Bänder liegen bei 4765, 4880, 5780, 5800, 6180 und 6280 Å. Einige Bänder erstrecken sich über Breiten bis zu 200 Å mit einer sehr geringen Absorptionstiefe. Die Äquivalentbreiten diffuser interstellarer Bänder sind korreliert, aber nicht streng korreliert mit der interstellaren Extinktion.
Bereits 1922 wurden von Mary Lea Heger die ersten diffusen interstellaren Bänder entdeckt. Diese wurden 1934 von P. W. Merill in Verbindung gebracht mit festen Teilchen mit einem Durchmesser in der Größenordnung der beeinflussten elektromagnetischen Strahlung. Dabei handelt es sich wahrscheinlich um Staubteilchen, die überwiegend aus polycyclischen aromatischen Kohlenwasserstoffen, Buckminster-Fulleren und Silikaten zusammengesetzt sind.
Neue Untersuchungen haben das Paradigma, wonach die diffusen interstellaren Banden ausschließlich von dem interstellaren Medium verursacht werden, in Zweifel gezogen. Bei dem Ausbruch der Supernova SN 2012ap wurde eine Änderung in den Äquivalentbreiten der DIB beobachtet. Dieses Phänomen wird als Variable Diffuse Interstellare Banden bezeichnet. Die VDIB, die wahrscheinlich auch bei Blauen Riesen in der Milchstraße nachgewiesen werden konnten, sprechen dafür, dass ein Teil der DIB durch eine Wechselwirkung zwischen dem Sternwind und der interstellaren Materie entsteht.